# Północ-Południe (miniserial)
Północ-Południe (ang. North and South (1985), North and South: Book II (1986), North and South: Book III (1994)) – amerykański miniserial telewizyjny, zrealizowany na podstawie trylogii Północ-Południe Johna Jakesa, różniący się jednak od niej w wielu aspektach.
Dziewiętnastowieczna historia wieloletniej przyjaźni dwóch rodzin – przemysłowców z amerykańskiej Północy i plantatorów z Południa – które po wybuchu wojny domowej postawione zostają po przeciwnych stronach barykady.

## Fabuła

### Księga 1
Akcja pierwszych sześciu odcinków rozgrywa się w latach 1842–1861. George Hazard i Orry Main poznają się w drodze do Akademii Wojskowej West Point. Wcześniej, Orry poznaje młodą Kreolkę; Madeline Fabray. George i Orry szybko się zaprzyjaźniają, spędzając większość czasu na uczelni razem, pomagając sobie w nauce itp. W międzyczasie Madeline wychodzi za mąż za okrutnego Justina LaMotte'a. Po ukończeniu Akademii, Orry i George trafiają na wojnę amerykańsko-meksykańską. Orry zostaje ciężko ranny. George poznaje i zakochuje się ze wzajemnością w Konstancji Flynn, z którą wkrótce bierze ślub. Przyjaciele rozjeżdżają się do swoich domów, ale kontynuują przyjaźń, która z czasem łączy także ich rodziny, które odwiedzają się nawzajem. George inwestuje w przędzalnię bawełny Orrego w Karolinie Południowej. Siostry Orry'ego podkochują się w młodszym bracie George’a; Billym, a ten ostatecznie wybiera młodszą z nich – Brett. Siostra George’a pomaga uciec Grade'mu – niewolnikowi sąsiada Mainów. Równolegle rośnie napięcie polityczne w kraju, co miewa niekiedy wpływ także na wzajemne relegacje dwojga głównych bohaterów. Gdy wybuch wojny wydaje się nieunikniony, Orry zwraca George’owi jego część udziałów w przędzalni. Przyjaciele żegnają się, z nadzieją na rychłe spotkanie. Wybucha wojna secesyjna.

### Księga 2
Akcja drugiej serii rozgrywa się w latach 1861–1865. Trwa wojna. Orry i George walczą po przeciwnych stronach. Obaj wkrótce trafiają do grup doradzających swoim prezydentom. W wojnie, udział biorą także kuzyn Orry'ego; Charles i brat George’a; Billy – również bliscy przyjaciele. Charles poznaje i zakochuje się w sanitariuszce z Wirginii; Auguście Barkley. W międzyczasie Orry poślubia Madeline. Starszy brat George’a; Stanley i jego żona Isabele prowadzą rodzinną hutę w imieniu George’a i chcąc zarobić więcej, produkują nieoficjalnie gorszy i tańszy sprzęt. Wszystko robią to pod przykrywką innej firmy, próbując zrzucić winę na Georga. Jednak pod koniec wojny wszystko się wydaje i dosięga ich sprawiedliwość. Siostra George’a; Virgilia, pracuje jako sanitariuszka na froncie gdzie między innemu spotyka rannego Orry'ego. Starsza siostra Orry'ego; Ashton poznaje Elkanaha Benta – dawnego wroga Maina i Hazarda z West Point – i wraz z nim przemyca towary luksusowe i broń z Europy. Staje się jego kochanką i wspólnie planują zemstę nad Orrym. Ich intryga skutkuje tym, że zastraszona ujawnieniem prawdy o sobie ciężarna Madeline (jej matka była prostytutką afroamerykańskiego pochodzenia) ucieka z Mont Royal nie chcąc zhańbić rodziny Mainów. Wojna trwa cztery lata. Pod koniec wojny Orry wraz z mężem Ashton odnajdują nielegalny skład broni Elkanaha. Elkanah ginie podczas wybuchu. Virgilia za zabójstwo przyszłego senatora zostaje powieszona. Po zakończeniu wojny do Mont Royal wraca Charles, Billy. George po odszukaniu rannego Orry'ego i wspólnie z nim odnajdują Madelaine wraz z dzieckiem. Wszyscy wracają do Mont Royal Niestety posiadłość zostaje doszczętnie spalona przez byłego zarządcę niewolników. Ginie seniorka rodu Mainów. George postanawia wznowić współpracę z Orrym i wspólnie odbudować posiadłość.

### Księga 3
Akcja trzeciej części umieszczona jest w latach 1865–1866. Elkanah Bent morduje Orry'ego Maina i Konstancję Hazard oraz porywa synka Charlesa Maina. Charles i George ruszają za nim w pościg. Madeline walczy o utrzymanie i odbudowę zniszczonej plantacji. Zagraża jej również miejscowy Ku Klux Klan. Ashton Main prostytuuje się w Nowym Meksyku. Gdy poznaje bogatego producenta fortepianów, rozkochuje go w sobie i chce, by ten kupił dla niej Mont Royal.

### Różnice między pierwowzorem literackim a ekranizacjami
Ekranizacje znacząco różnią się od pierwowzoru literackiego. Serialowy Orry, postać interesująca się nowoczesnymi technologiami, mająca wątpliwości co do instytucji niewolnictwa, jest połączeniem książkowego Orry'ego i jego starszego brata Coopera (który pojawia się dopiero w ekranizacji „Nieba i Piekła”). W powieści to Cooper wchodzi w spółkę z George’em i budują okręt. Na wojnie z Meksykiem literacki Orry traci rękę. W serialu z tego zrezygnowano, gdyż – jak mówi w materiałach bonusowych do wydania DVD John Jakes - producenci nie chcieli, by widzowie zamiast śledzić akcję filmu, zastanawiali się, gdzie Patrick Swayze ma schowaną rękę. Dodatkowo w wersji książkowej Orry nie dożywa końca wojny. Również filmowy Bent jest połączeniem dwóch postaci z powieści.
W serialu nowym wątkiem jest ucieczka Madeline i jej zaangażowanie w pomoc głodującym mieszkańcom Charleston (aczkolwiek wspomniana pomoc jest inspirowana podobnymi wydarzeniami z książki). Do mniej istotnych różnic należą wygląd zewnętrzny George’a, Orry'ego i Elkanaha Benta oraz stan rodzinny (dzieci) poszczególnych bohaterów.

## Obsada
| Aktor                                               | Postać                                                                                    |
| --------------------------------------------------- | ----------------------------------------------------------------------------------------- |
| Patrick Swayze                                      | Orry Main (w 1994, zdjęcia archiwalne, nazwisko nie pojawia się w czołówce )              |
| James Read                                          | George Hazard                                                                             |
| Lesley-Anne Down                                    | Madeline Fabray LaMotte Main                                                              |
| Wendy Kilbourne                                     | Constance Flynn Hazard                                                                    |
| Kirstie Alley                                       | Virgilia Hazard (1985, 1986)                                                              |
| Jean Simmons                                        | Clarissa Main (1985, 1986)                                                                |
| Temi Epstein Stephanie Allison Jobluck Terri Garber | Ashton Main (Księga I, odc.1) Ashton Main (Księga I, odc.2) Ashton Main Huntoon Fenway    |
| Nikki Creswell Melissa Manley Genie Francis         | Brett Main (Księga I, odc.1) Brett Main (Księga I, odc.2) Brett Main Hazard               |
| Philip Casnoff                                      | Elkanah Bent                                                                              |
| Lewis Smith Kyle Chandler                           | Charles Main (1985, 1986) Charles Main (1994)                                             |
| Cary Guffey John Stockwell Parker Stevenson         | Billy Hazard (Księga I, odc.1) Billy Hazard (1985) Billy Hazard (1986)                    |
| David Carradine                                     | Justin LaMotte (1985, 1986)                                                               |
| Inga Swenson                                        | Maude Hazard (1985, 1986)                                                                 |
| Jonathan Frakes                                     | Stanley Hazard                                                                            |
| Wendy Fulton Mary Crosby Deborah Rush               | Isabel Truscott Hazard (1985) Isabel Truscott Hazard (1986) Isabel Truscott Hazard (1994) |
| Jim Metzler                                         | James Huntoon (1985, 1986)                                                                |
| Olivia Cole                                         | Maum Sally (1985)                                                                         |
| Georg Stanford Brown                                | Grady (1985)                                                                              |
| Tony Frank                                          | Salem Jones                                                                               |
| Erica Gimpel                                        | Semiramis (1985, 1986)                                                                    |
| Kate McNeil                                         | Augusta Barclay (1986)                                                                    |
| Robert Mitchum                                      | Patrick Flynn (1985)                                                                      |
| Hal Holbrook                                        | Abraham Lincoln (1985, 1986)                                                              |
| Robert Guillaume                                    | Frederick Douglass (1985)                                                                 |
| Morgan Fairchild                                    | Burdetta Halloran (1985, 1986)                                                            |
| Johnny Cash                                         | John Brown (1985)                                                                         |
| Gene Kelly                                          | Senator Charles Edwards (1985)                                                            |
| David Ogden Stiers                                  | Kongresmen Sam Greene (1985, 1986)                                                        |
| Elizabeth Taylor                                    | Madame Conti (1985)                                                                       |
| Forest Whitaker                                     | Cuffey (1985, 1986)                                                                       |
| Lloyd Bridges                                       | Jefferson Davis (1986)                                                                    |
| Olivia de Havilland                                 | pani Neal (1986)                                                                          |
| Linda Evans                                         | Rose Sinclair (1986)                                                                      |
| James Stewart                                       | Miles Colbert (1986)                                                                      |
| Mark Moses Anthony Zerbe Rutherford Cravens         | Kadet Sam Grant (1985) Generał Ulysses S. Grant (1986) Prezydent Ulysses S. Grant (1994)  |
| William Schallert                                   | Generał Robert E. Lee (1986)                                                              |
| Michael Dudikoff                                    | porucznik Rudy Bodford (1986)                                                             |
| William Preston Daly                                | Tom „Stonewall” Jackson (1985)                                                            |
| Robert Wagner                                       | Cooper Main (1994)                                                                        |
| Woody Watson                                        | Jack Quinlan (1994)                                                                       |
| Jennifer i Michele Steffin Mary Elizabeth McCae     | Hope Hazard (1986) Hope Hazard (1994)                                                     |
| Cameron Finley                                      | Gus Main (1994)                                                                           |
| Cathy Lee Crosby                                    | Judith Main (1994)                                                                        |
| Billy Dee Williams                                  | Francis Cardozo (1994)                                                                    |
| Rip Torn                                            | Adolphus (1994)                                                                           |
| Peter O’Toole                                       | Sam Trump (1994)                                                                          |
| Ted Thin Elk                                        | Uciekający Wilk (1994)                                                                    |

W epizodach wystąpili m.in. Kurtwood Smith, Billy Drago, Paul McCrane.

## Ekipa techniczna
|            | Imię i nazwisko (rok) |
| ---------- | --- |
| Reżyseria  | Richard T. Heffron (1985), Kevin Connor (1986), Larry Peerce (1994) |
| Scenariusz | Suzanne Clauser (1994), Paul F. Edwards (1985), Richard Fielder (1986), Patricia Green (1985), Douglas Heyes (1985, 1986), Kathleen A. Shelley (1985)                             |
| Produkcja  | Stephanie Austin (1986), Paul Freeman (1985), Hal Galli (1994), Rob Harland (1985), Chuck McLain (1985), Robert Papazian (1986), David L. Wolper (1985, 1986), Mark Wolper (1986) |
| Muzyka     | David Bell (1994), Bill Conti, Greig McRitchie (1985) |
| Zdjęcia    | Don E. FauntLeRoy (1994), Stevan Larner (1985), Jacques R. Marquette (1986), |

## Nagrody

### Zdobyte
- 1988: Aftonbladet TV Prize (Szwecja) dla Najlepszego Zagranicznego Programu Telewizyjnego (Księga 1)
- 1986: Nagroda Emmy za Najlepsze Kostiumy w Miniserialu lub Filmie Telewizyjnym (Księga 1)

### Nominacje
- 1995: Nagroda ASC (American Society of Cinematographers) za Najlepsze Zdjęcia w Miniserialu (Księga 3)
- 1987: Eddie (American Cinema Editors) za Najlepiej Zrealizowany Odcinek (Księga 2)
- 1986: Eddie (American Cinema Editors) za Najlepiej Zrealizowany Odcinek (Księga 1)
- 1986: Artios (Casting Society of America) za Najlepszą Obsadę (Księga 1)
- 1986: Nagroda Emmy za Najlepsze Fryzury w Miniserialu lub Filmie Telewizyjnym (Księga 2)
- 1986: Nagroda Emmy za Najlepsze Kostiumy w Miniserialu lub Filmie Telewizyjnym (Księga 2)
- 1986: Nagroda Emmy za Najlepszą Edycję Dźwięku w Miniserialu lub Filmie Telewizyjnym (Księga 2)
- 1986: Nagroda Emmy za Najlepsze Fryzury w Miniserialu lub Filmie Telewizyjnym (Księga 1)
- 1986: Nagroda Emmy za Najlepszy Makijaż w Miniserialu lub Filmie Telewizyjnym (Księga 1)
- 1986: Nagroda Emmy za Najlepszą Ścieżkę Dźwiękową w Miniserialu lub Filmie Telewizyjnym (Księga 1)
- 1986: Nagroda Emmy za Najlepsze Zdjęcia w Miniserialu lub Filmie Telewizyjnym (Księga 1)
- 1986: Nagroda Emmy za Najlepszą Edycję Obrazu w Miniserialu lub Filmie Telewizyjnym (Księga 1)
- 1986: Nagroda Emmy za Najlepszą Edycję Dźwięku w Miniserialu lub Filmie Telewizyjnym (Księga 1)
- 1986: Złoty Glob dla Davida Carradina – Najlepszego Aktora Drugoplanowego w Miniserialu, Serialu lub Filmie Telewizyjnym (Księga 1)
- 1986: Złoty Glob dla Leslie-Anne Down – Najlepszej Aktorki Drugoplanowej w Miniserialu, Serialu lub Filmie Telewizyjnym (Księga 1)

## Kulisy
Zrealizowana z olbrzymim rozmachem ekranizacja ta stała się momentem przełomowym w karierze wielu aktorów, a na jej planie pojawiło się wiele niekwestionowanych gwiazd, takich jak Elizabeth Taylor czy Olivia de Havilland. W sumie przez plan przewinęło się ponad 140 aktorów (nie licząc statystów). Na jego potrzeby uszyto około 8700 kostiumów z epoki, z czego 3300 damskich (każda z głównych aktorek miała ich około 30).
Realizacja dwóch pierwszych Ksiąg zajęła ponad dwa lata. Scenariusz składał się z 940 scen na 540 stronach. Budżet serialu pochłonął 25 mln dolarów, co czyniło go w momencie emisji, najdroższym serialem w historii telewizji. Pierwsza seria cyklu zdobyła pierwsze miejsce w rankingu najpopularniejszych seriali roku 1985 w USA, a serial jako całość, pozostaje siódmym najpopularniejszym w historii telewizji.
Sukces cyklu, spowodował, iż twórcy postanowili wrócić do niego w roku 1994. Ekranizacja Nieba i Piekła nie osiągnęła już takiego sukcesu. Zarzucano jej pośpiech i brak konsekwencji w porównaniu do wcześniejszych produkcji. Budżet przeznaczony na Księgę 3 był znacząco niższy, a w obsadzie nie pojawia się postać Orrego Maina, co również zniechęciło część widzów.
Latem 2013 roku stacja Discovery zapowiedziała realizację nowej wersji serialu, współprodukowanej przez Johna Jakesa.

## Serial w Polsce
Serial był wielokrotnie – przez różne stacje – emitowany w Polsce (polska premiera – TVP, wiosna 1990), z czego najrzadziej – Księga Trzecia. Jako jedyna jednak ukazała się ona również na kasetach VHS, nakładem Warner Bros. Poland, w styczniu 1995. Dnia 26 kwietnia 2006, w półtora roku po pełnym amerykańskim wydaniu, na polski rynek weszły płyty DVD z odcinkami części 1 i 2. Natomiast, 27 listopada 2009, ukazał się wspólny box dla Księgi I i II.

### Wydanie DVD
| Sezon      | Liczba nośników | Data polskiej premiery |
| ---------- | --------------- | ---------------------- |
| Księga 1   | 3               | 26 kwietnia 2006       |
| Księga 2   | 3               | 26 kwietnia 2006       |
| Księga 3   | –               | nie wydano             |
| Księga 1+2 | 6               | 27 listopada 2009      |